# Teun Struycken (1936)
Antoon Victor Marie Struycken (Ginneken en Bavel, 6 juli 1936) is een Nederlands jurist gespecialiseerd in het internationaal privaatrecht. Struycken is emeritus hoogleraar aan de Radboud Universiteit Nijmegen.
Struycken volgde het Gymnasium-Alfa van 1948 tot 1954 en studeerde vervolgens rechten aan de Katholieke Universiteit Nijmegen en aan de Johns Hopkins-universiteit te Bologna en de Universiteit van Parijs, waar hij internationaal privaatrecht studeerde bij Henri Batiffol. Tijdens zijn studie in Nijmegen was hij ook redacteur van het toen net opgerichte tijdschrift Ars Aequi en praeses van de senaat van N.S.C. Carolus Magnus. Na zijn studie in het buitenland werd hij docent burgerlijk recht aan zijn alma mater, waar hij op 20 november 1970 promoveerde op het proefschrift De gracieuze jurisdictie in het internationaal privaatrecht. Beschouwingen over de rechtsmacht van de Nederlandse rechter; promotor was Wim van der Grinten. Het proefschrift werd later dat jaar ook uitgegeven door Kluwer.
In 1971, kort na zijn promotie, werd Struycken benoemd tot hoogleraar aan de KUN, met als leeropdracht het internationaal privaatrecht, burgerlijk recht en vergelijkend privaatrecht. Van 1974 tot 1980 was hij voorzitter van de sectie rechtsgeleerdheid van de Academische Raad en van 1987 tot 1991 decaan van de Nijmeegse rechtenfaculteit. Hij was ook zeer lange tijd lid (vanaf 1975) en voorzitter (1995-2011) van de Staatscommissie voor het internationaal privaatrecht, voorzitter van vier plenaire sessies van de Haagse Conferentie voor Internationaal Privaatrecht (18e, 19e, 20e en 21e zitting), en lid van het curatorium van de Haagsche Academie voor Internationaal Recht. Aan die laatste Academie gaf hij in 2004 ook de cours générale getiteld Co-ordination and Co-operation in Respectful Disagreement General Course on Private International Law. Sinds 2005 is hij tevens membre associé van het Institut de Droit International. Struycken was ook rechter-plaatsvervanger bij de Rechtbank Arnhem (1972-2006) en raadsheer-plaatsvervanger bij het Gerechtshof Arnhem (1978-2006). Bij zijn zilveren jubileum in 1996 werd hem een liber amicorum aangeboden getiteld Op Recht. In 2001 ging Struycken met emeritaat als hoogleraar; zijn afscheidscollege was getiteld 's Lands wijs, 's lands eer.
Struycken is de oudste zoon van Teun Struycken (1906-1977), die driemaal minister van Justitie was, en Matthea Theodora Josephina Maria Feldbrugge. Hij komt uit een juridische familie: zijn oudoom Teun Struycken (1873-1923) was hoogleraar aan de Universiteit van Amsterdam en lid van de Raad van State; zijn zoon Teun Struycken (1969) is sinds 2024 staatssecretaris voor Rechtsbescherming en was eerder advocaat-partner bij NautaDutilh en hoogleraar Europees goederenrecht aan de Universiteit Utrecht.